# Prix Auguste-Gérard
Le prix Auguste-Gérard est une distinction littéraire française attribuée à des travaux d'histoire diplomatique.
L'ambassadeur de France Auguste Gérard (1852-1922), sa carrière achevée, se consacre à l'écriture d'ouvrages d'histoire diplomatique. Il crée une fondation auprès de l'Institut de France. L'Académie des sciences morales et politiques attribue tous les cinq ans un prix Auguste-Gérard récompensant, selon les termes du fondateur, un ouvrage écrit en langue française sur un sujet de l'histoire diplomatique de la France, de l'Angleterre, de la Russie, de l'Italie, du Japon, de la Belgique, des pays balkaniques qui ont été alliés de la France dans la guerre de 1914-1918, ou des États-Unis de l'Amérique du Nord.
Le prix est attribué par un jury réunissant les membres de la Section d'histoire et géographie de l'Académie.
Le prix en 1935 passe de 5 000 à 6 000 francs.

## Ouvrages récompensés
- 1935 - Les causes de la guerre mondiale, Camille Bloch, 254 p., Hartmann, Paris, 1933
- 1955 - Destin de la Roumanie, Henri Prost, Berger-Levrault, 1954[2]
- 1960 - Le Second Empire, 220 p., Armand Colin, Paris, 1956
- 1985 - La Pologne au XXe siècle, Henry Rollet, préface de Jean Laloy, 603 p., éditions A. Pedone, Paris, 1985
- 2000 - Héros trahi par les siens, le général Milhailovich, 1893-1946, Jean-Christophe Buisson, Perrin, Paris, 1999
- 2005 - Les quatre parties du Monde, histoire d'une mondialisation, Serge Gruzinski, La Martinière, Paris, 2004  (ISBN 2846751048)
- 2010 - Elisabeth Ire de Russie, Francine-Dominique Liechtenhan, Fayard, Paris, 2007